# 全日本交通安全協会
一般財団法人全日本交通安全協会（ぜんにほんこうつうあんぜんきょうかい）は、東京都千代田区に本部を置き、全国（各都道府県市町村）にある交通安全協会の中心的な団体である。元警察庁所管。

## 概要
- 主な目的：交通安全の推進
- 沿革：1950年（昭和25年）設立
- 代表者：会長 川村隆
- 本部所在地：東京都千代田区九段南4-8-13

## 事業
- 運転免許証の更新時講習 - 2010年（平成22年）5月20日に行われた公益法人の事業仕分けで「実施機関を競争的に決定（事業規模は縮減）」とされた[1]。

## 組織
- 総務部
  - 総務課
  - 企画課
  - 業務課
  - 研究課
- 経理部
  - 会計課
  - 監査課
- 安全対策部
  - 安全対策第一課
  - 安全対策第二課
  - 安全対策第三課

### 専門委員会
- 安全運転教育推進委員会
- 二輪車安全運転推進委員会
- 自転車安全教育推進委員会
- 安全運転管理委員会
- 交通安全装備委員会
- 反射材活用推進委員会

## 下部組織
- 北海道交通安全協会
- 青森県交通安全協会
- 岩手県交通安全協会
- 宮城県交通安全協会
- 秋田県交通安全協会
- 山形県交通安全協会
- 福島県交通安全協会
- 茨城県交通安全協会
- 栃木県交通安全協会
- 群馬県交通安全協会
- 埼玉県交通安全協会
- 千葉県交通安全協会
- 東京都交通安全協会
- 神奈川県交通安全協会
- 新潟県交通安全協会
- 富山県交通安全協会
- 石川県交通安全協会
- 福井県交通安全協会
- 山梨県交通安全協会
- 長野県交通安全協会
- 岐阜県交通安全協会
- 静岡県交通安全協会
- 愛知県交通安全協会
- 三重県交通安全協会
- 滋賀県交通安全協会
- 京都府交通安全協会
- 大阪府交通安全協会
- 兵庫県交通安全協会
- 奈良県交通安全協会
- 和歌山県交通安全協会
- 鳥取県交通安全協会
- 島根県交通安全協会
- 岡山県交通安全協会
- 広島県交通安全協会
- 山口県交通安全協会
- 徳島県交通安全協会
- 香川県交通安全協会
- 愛媛県交通安全協会
- 高知県交通安全協会
- 福岡県交通安全協会
- 佐賀県交通安全協会
- 長崎県交通安全協会
- 熊本県交通安全協会
- 大分県交通安全協会
- 宮崎県交通安全協会
- 鹿児島県交通安全協会
- 沖縄県交通安全協会連合会